# Katherine Dunham Company
La Katherine Dunham Company est une compagnie américaine de danse contemporaine créée à Chicago par la danseuse et chorégraphe afro-américaine Katherine Dunham. Elle était composée de danseurs, chanteurs, acteurs et musiciens. 
La Katherine Dunham Company a été la première compagnie de danse entièrement composée d'Afro-Américains. Ses tournées l'ont menée à travers les États-Unis, y compris dans le sud ségrégationiste. Elle fut d'ailleurs fondée après la dissolution du Ballet Nègre, la première compagnie de Katherine Dunham, qui plus tard deviendra le Negro Dance Troupe.
Plusieurs danseurs afro-américains ont été formés au sein de la compagnie, dont notamment Alvin Ailey et Eartha Kitt.